# Selenicë
Selenicë é uma cidade e município (em albanês:  bashkia) da Albânia localizada no distrito de Vlorë, prefeitura de Vlorë.